# کن توکورا
کن توکورا (انگلیسی: Ken Tokura؛ زادهٔ ۱۶ ژوئن ۱۹۸۶) بازیکن فوتبال اهل ژاپن است.
از باشگاه‌هایی که در آن بازی کرده‌است می‌توان به باشگاه فوتبال ویسل کوبه، باشگاه فوتبال کاوازاکی فرونتال، و باشگاه فوتبال کونسادول ساپورو اشاره کرد.